# Schoenchen
Schoenchen är en ort i Ellis County i Kansas. Vid 2010 års folkräkning hade Schoenchen 207 invånare.